# Hofka
Der Markenname Hofka (Eigenschreibweise HOFKA) repräsentierte in den frühen 1990er Jahren eine Marke des Lebensmitteleinzelhandels in den neuen Bundesländern, hier insbesondere in Berlin.

## Beschreibung
Die Abkürzung geht zurück auf die Buchstaben HO für Handelsorganisation (HO), Forum für die Forum Außenhandelsgesellschaft der DDR, die u. a. die Forumschecks als Intershop-Zahlungsmittel ausgegeben hatte, sowie auf die zur westdeutschen Supermarktkette Kaiser’s Tengelmann gehörende Vertriebslinie Kaiser’s.
Hofka existierte ab dem Beginn der deutsch-deutschen Währungs-, Wirtschafts- und Sozialunion. Die Marke Hofka wurde angemeldet am 6. Juli 1990. Der Namenszug Hofka war Anfang der 1990er Jahre längere Zeit prägend für die umgewidmeten HO-Märkte der DDR. Hofka gehörte mit weiteren Joint Ventures mit ostdeutschen Handelsgesellschaften (Schweriner Verbrauchermarkt, Cottka) zur Expansionsstrategie der Tengelmann-Gruppe in den neuen Bundesländern. Bereits zum Ende des Geschäftsjahres 1990/1991 gehörten diese Joint Ventures kapitalmäßig voll zur Tengelmann-Gruppe, die 330 einstigen HO-Läden und Kaufhallen waren in Verkaufsstellen von Kaiser’s oder Plus umgewandelt oder geschlossen worden. Ab dem 7. Oktober 1991 wurde auf die Erwähnung von Hofka in Werbeanzeigen von Kaiser’s verzichtet und stattdessen mit der Umflaggung aller Hofka-Kaufhallen auf Kaiser’s geworben. Die Marke war am 8. Januar 2003 erloschen. Der Markenname HOFKA kann daher als historisch betrachtet werden. Der Markenrechtsschutz beim Deutschen Patent- und Markenamt ist erloschen.